# Spirorbis cornuoides
Spirorbis cornuoides är en ringmaskart som beskrevs av Brown. Spirorbis cornuoides ingår i släktet Spirorbis, och familjen Serpulidae. Arten har ej påträffats i Sverige.